# Alexandre-Jérôme Loiseau de Mauléon
Pour les articles homonymes, voir Loiseau et Mauléon.
Alexandre-Jérôme Loiseau de Mauléon ou Loyseau de Mauléon est un avocat, né à Paris en 1728, mort dans cette ville en 1771. 
Il est le fils de Jean Loiseau (décédé en 1753) et de Marie-Marthe Servin (1705-1769). Il est le frère aîné de Jean-Louis Loiseau de Béranger (1732-1794), membre du barreau, puis agent d'affaires du troisième duc d'Orléans, trésorier du quatrième duc d'Orléans, et fermier général.
Il se fit recevoir avocat au parlement de Paris en 1751. Sa défense des Calas, notamment, lui fait le plus grand honneur. Jean-Jacques Rousseau, qui l’avait connu lors de ses débuts au barreau, parle de lui dans ses Confessions (livre X) de la façon la plus flatteuse:

« Durant mon séjour à l'Ermitage, et depuis mon établissement à Montmorency, j'avais fait à mon voisinage quelques connaissances qui m'étaient agréables, et qui ne m'assujettissaient à rien. À leur tête était le jeune Loyseau de Mauléon, qui débutant alors au barreau, ignorait quelle y serait sa place. Je n'eus pas comme lui ce doute. Je lui marquai bientôt la carrière illustre qu'on le voit fournir aujourd'hui. Je lui prédis que, s'il se rendait sévère sur le choix des causes, et qu'il ne fût jamais que le défenseur de la justice et de la vertu, son génie, élevé par ce sentiment sublime, égalerait celui des plus grands orateurs. Il a suivi mon conseil, et il en a senti l'effet. Sa défense de M. de Portes est digne de Démosthène. Il venait tous les ans à un quart de lieue de l'Ermitage passer les vacances à Saint-Brice, dans le fief de Mauléon, appartenant à sa mère, et où jadis avait logé le grand Bossuet. »

Loiseau de Mauléon fut nommé conseiller et auditeur à la chambre des comptes de Lorraine le 19 février 1763 et reçu le 11 juillet. Le 1er août 1768, la chambre décida de lui donner « pouvoir de veiller à Paris à la conservation de ses droits, en conséquence qu'il lui sera fourni toutes les instructions nécessaires à cet effet ». La même année, il renonça à la profession d’avocat. Il essaya, mais sans succès, d’obtenir un fauteuil à l’Académie française. 
Ses Plaidoyers et ses Mémoires les plus remarquables ont été réunis et publiés en 1762, 2 vol. in-4°, et 1780, 3 vol. in-8°. On a publié à part son Mémoire pour Pierre, Donat et Louis Calas (1765, in-8°) et Défense apologétique du comte de Portes (1766, in-8°).

## Sources
- Francis Garrisson, « Les élites parisiennes et la seconde réhabilitation de Jean Calas (15-18 février 1767) », Bulletin de la Société de l'Histoire du Protestantisme Français, vol. 152 (janvier-février-mars 2006), p.19-55.
- Antoine de Mahuet, Biographie de la Chambre des comptes de Lorraine, Charles Poncelet libraire, Nancy, 1914 (lire en ligne)